# Cake by the Ocean
«Cake by the Ocean» — дебютний сингл американського гурту DNCE, випущений у продаж 18 вересня 2015 і на радіо 29 вересня 2015 під лейблом Republic Records. Це їхній сингл із їхнього дебютного міні-альбому Swaay (2015) а також включений до їхнього студійного альбому DNCE (2016).
Пісня досягла першої десятки у численних національних чартах, включаючи Австралію, Канаду, Німеччину, Велику Британію та США. Вона також очолила американський чарт Billboard Adult Pop Songs, і була сертифікована золотом або вищою за кількістю асоціацій індустрії запису.
Billboard позначили «Cake by the Ocean» як 44 найкращу пісню із їхнього списку «100 Найкращих Поп-Пісень 2016». Nielsen Music назвали «Cake by the Ocean» другою найпопулярнішою піснею Канади у 2016, після лише пісні Джастіна Бібера «Love Yourself».

## Чарти

### Тижневі чарти
| Чарт (2015–16)                            | Найвища позиція |
| ----------------------------------------- | --------------- |
| Аргентина (Monitor Latino)                | 1               |
| Австралія (ARIA)                          | 6               |
| Австрія (Ö3 Austria Top 75)               | 5               |
| Бельгія (Ultratop Flanders)               | 13              |
| Бельгія (Ultratop Wallonia)               | 16              |
| Канада (Canadian Hot 100)                 | 7               |
| Канада (AC) (Billboard)                   | 2               |
| Канада (CHR/Top 40) (Billboard)           | 4               |
| Канада (Hot AC) (Billboard)               | 2               |
| СНД (Tophit)                              | 6               |
| Чехія (IFPI)                              | 5               |
| Чехія (Singles Digitál Top 100)           | 17              |
| Данія (Tracklisten)                       | 18              |
| Еквадор (National-Report)                 | 1               |
| Франція (SNEP)                            | 23              |
| Німеччина (Official German Charts)        | 6               |
| Угорщина (Dance Top 40)                   | 9               |
| Угорщина (Rádiós Top 40)                  | 3               |
| Угорщина (Single Top 40)                  | 11              |
| Ірландія (IRMA)                           | 6               |
| Ізраїль (Media Forest)                    | 1               |
| Італія (FIMI)                             | 11              |
| Japan Hot Overseas (Billboard)            | 1               |
| Ліван (Lebanese Top 20)                   | 19              |
| Mexico Ingles Airplay (Billboard)         | 1               |
| Нідерланди (Dutch Top 40)                 | 10              |
| Нідерланди (Mega Single Top 100)          | 19              |
| Нова Зеландія (RIANZ)                     | 10              |
| Норвегія (VG-lista)                       | 33              |
| Польща (Polish Airplay Top 100)           | 1               |
| Португалія (AFP)                          | 15              |
| Russia Airplay (Tophit)                   | 4               |
| Словаччина (IFPI)                         | 41              |
| Словаччина (Singles Digitál Top 100)      | 18              |
| Словенія (SloTop50)                       | 2               |
| Іспанія (PROMUSICAE)                      | 16              |
| Швеція (Sverigetopplistan)                | 24              |
| Швейцарія (Media Control AG)              | 13              |
| Велика Британія (Official Charts Company) | 4               |
| Ukraine Airplay (Tophit)                  | 14              |
| США (Billboard Hot 100)                   | 9               |
| США (Adult Contemporary) (Billboard)      | 6               |
| США (Adult Top 40) (Billboard)            | 1               |
| США (Hot Dance Airplay) (Billboard)       | 8               |
| США (Hot Dance Club Songs) (Billboard)    | 33              |
| США (Mainstream Top 40) (Billboard)       | 2               |
| Venezuela English (Record Report)         | 1               |

### Річні чарти
| Чарт (2016)                          | Позиція |
| ------------------------------------ | ------- |
| Аргентина (Monitor Latino)           | 5       |
| Австралія (ARIA)                     | 35      |
| Австрія (Ö3 Austria Top 40)          | 40      |
| Бельгія (Ultratop Flanders)          | 32      |
| Бельгія (Ultratop Wallonia)          | 48      |
| Бразилія (Brasil Hot 100)            | 52      |
| Канада (Canadian Hot 100)            | 15      |
| Canada Radio Songs (Nielsen)         | 2       |
| Данія (Tracklisten)                  | 54      |
| Німеччина (Official German Charts)   | 36      |
| Ізраїль (Media Forest)               | 1       |
| Італія (FIMI)                        | 26      |
| Нідерланди (Single Top 100)          | 38      |
| Нова Зеландія (Recorded Music NZ)    | 30      |
| Польща (ZPAV)                        | 28      |
| Russia Airplay (Tophit)              | 17      |
| Словенія (SloTop50)                  | 19      |
| Швейцарія (Schweizer Hitparade)      | 35      |
| UK Singles (Official Charts Company) | 23      |
| US Billboard Hot 100                 | 18      |
| US Adult Contemporary (Billboard)    | 11      |
| US Adult Pop Songs (Billboard)       | 6       |
| US Dance/Mix Show Songs (Billboard)  | 34      |
| US Pop Songs (Billboard)             | 13      |

| Чарт (2017)                | Позиція |
| -------------------------- | ------- |
| Аргентина (Monitor Latino) | 41      |
| Ізраїль (Media Forest)     | 43      |

## Сертифікації
| Регіон | Сертифікація | Продажі   |
| --- | ------------ | --------- |
| Австралія (ARIA) | 3× Платина   | 210,000   |
| Бразилія (ABPD) | 2× Платина   | 80,000*   |
| Канада (Music Canada) | 2× Платина   | 160,000*  |
| Франція (SNEP) | Платина      | 150,000   |
| Німеччина (BVMI) | Платина      | 400,000   |
| Італія (FIMI) | 4× Платина   | 200,000   |
| Нідерланди (NVPI) | Платина      | 30,000    |
| Нова Зеландія (RIANZ) | 2× Платина   | 30,000*   |
| Польща (ZPAV) | 2× Платина   | 40,000    |
| Іспанія (PROMUSICAE) | 2× Платина   | 80,000    |
| Швеція (IFPI Sweden) | Платина      | 40,000    |
| Велика Британія (BPI) | 2× Платина   | 1,200,000 |
| США (RIAA) | 3× Платина   | 1,684,000 |
| *продажі, що базуються лише на сертифікаціях · ^відвантаження, що базуються лише на сертифікаціях · продажі+прослуховування, що базуються лише на сертифікаціях |              |           |